# Der Schtern
Der Schtern (jiddisch דער שטערן) war eine jiddischsprachige Zeitung in Charkow in der Ukraine von 1925 bis 1941.
Sie war Organ des Zentralkomitees der Kommunistischen Partei der Ukraine (Bolschewiki).
Im Mai 1925 erschien die erste Ausgabe. Sie war Nachfolgerin der Zeitung Komunistische fon.
Sie erreichte eine Auflage von bis zu 12.000 verkauften Exemplaren täglich und übertraf damit den Emes aus Moskau und Oktjabr aus Minsk.
Herausgeber war M. Lewitan.
Im Juni 1941 musste die Zeitung nach dem deutschen Einmarsch in die Ukraine ihr Erscheinen einstellen.